# Michel Leclère
 Michel Leclère  va ser un pilot de curses automobilístiques francès que va arribar a disputar curses de Fórmula 1.
Va néixer el 18 de març del 1946 a Mantes-la-Jolie, Illa de França, França.

## A la F1
Michel Leclère va debutar a la catorzena i última cursa de la temporada 1975 (la 26a temporada de la història) del campionat del món de la Fórmula 1, disputant el 5 d'octubre del 1975 el G.P. dels Estats Units al circuit de Watkins Glen.
Va participar en vuit curses puntuables pel campionat de la F1, disputades en dues temporades consecutives (1975-1976) aconseguint una desena posició com millor classificació en una cursa i no assolí cap punt pel campionat del món de pilots.

## Resultats a la Fórmula 1
| Any  | Equip                      | Xassís        | Motor | 1   | 2      | 3         | 4      | 5      | 6      | 7       | 8      | 9   | 10  | 11  | 12  | 13  | 14      | 15  | 16  | Posició | Punts |
| ---- | -------------------------- | ------------- | ----- | --- | ------ | --------- | ------ | ------ | ------ | ------- | ------ | --- | --- | --- | --- | --- | ------- | --- | --- | ------- | ----- |
| 1975 | Elf Team Tyrrell           | Tyrrell       | Ford  | ARG | BRA    | SUD       | ESP    | BEL    | MON    | SUE     | HOL    | FRA | GBR | ALE | AUT | ITA | USA Ret |     |     | -       | 0     |
| 1976 | Frank Williams Racing Cars | Wolf-Williams | Ford  | BRA | SUD 13 | O.USA NVQ |        |        |        |         |        |     |     |     |     |     |         |     |     | -       | 0     |
| 1976 | Walter Wolf Racing         | Wolf-Williams | Ford  |     |        |           | ESP 10 | BEL 11 | MON 11 | SUE Ret | FRA 13 | GBR | ALE | AUT | HOL | ITA | CAN     | USA | JAP | -       | 0     |

### Resum
| Curses: | Victòries: | Pòdiums: | Poles: | Voltes ràpides: | Punts: |
| ------- | ---------- | -------- | ------ | --------------- | ------ |
| 7       | 0          | 0        | 0      | 0               | 0      |